# Navire furtif

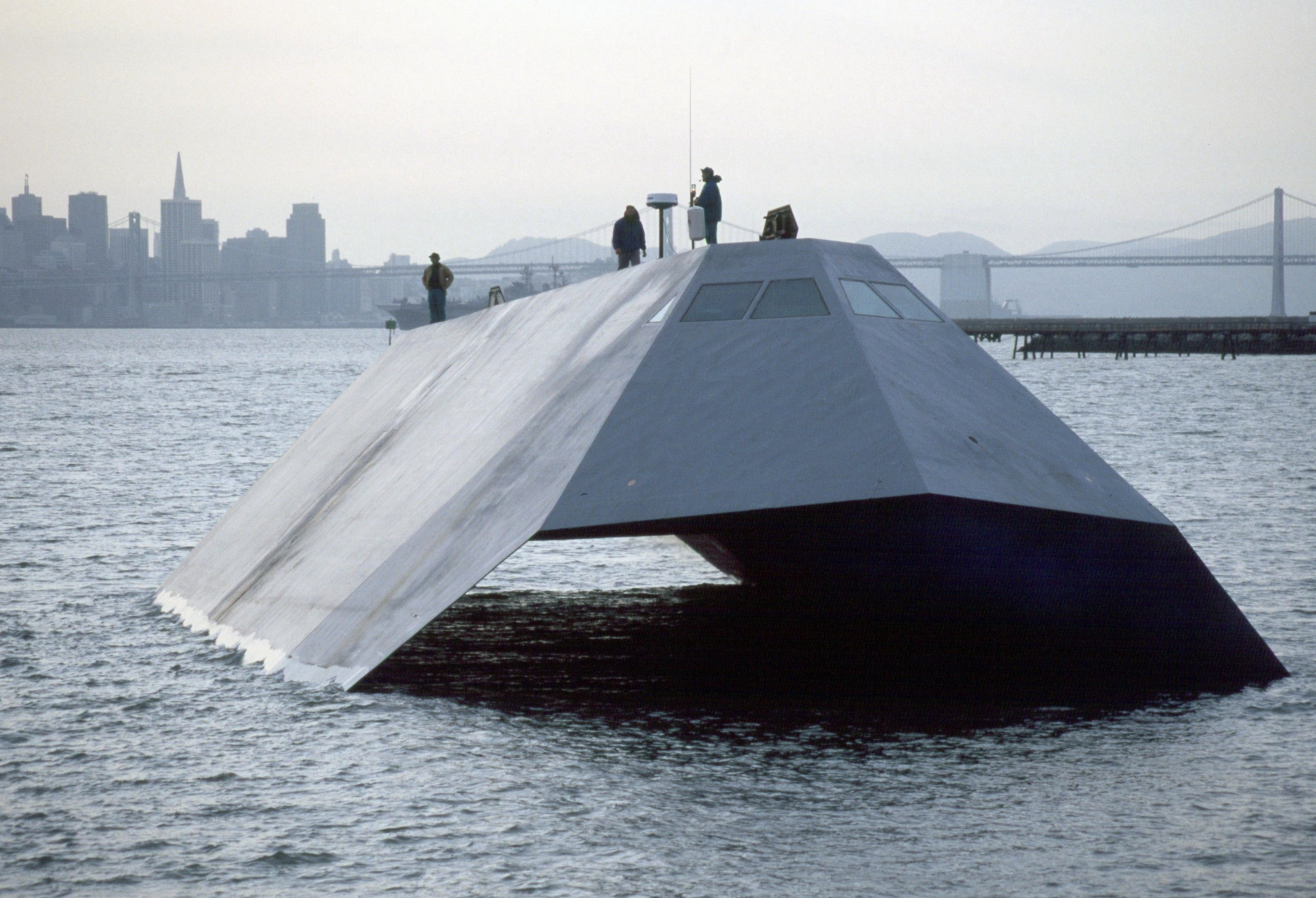
Le navire furtif de la U.S. Navy Sea Shadow (IX-529).

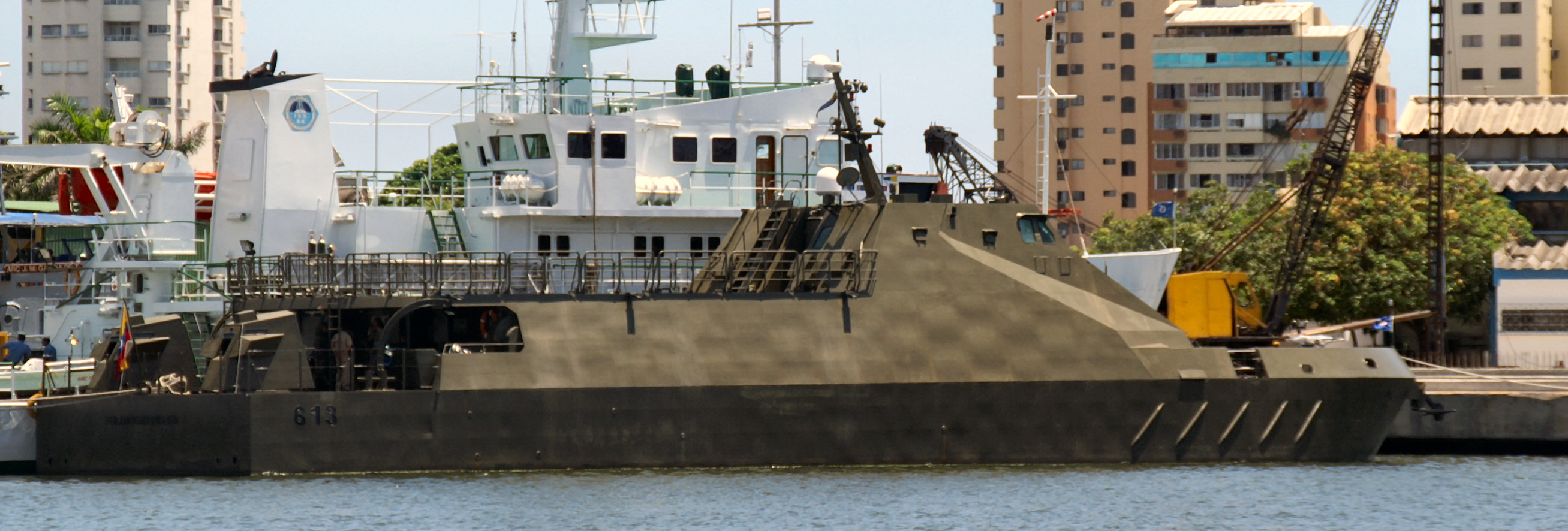
Juan Ricardo Oyola Vera à Carthagène des Indes.

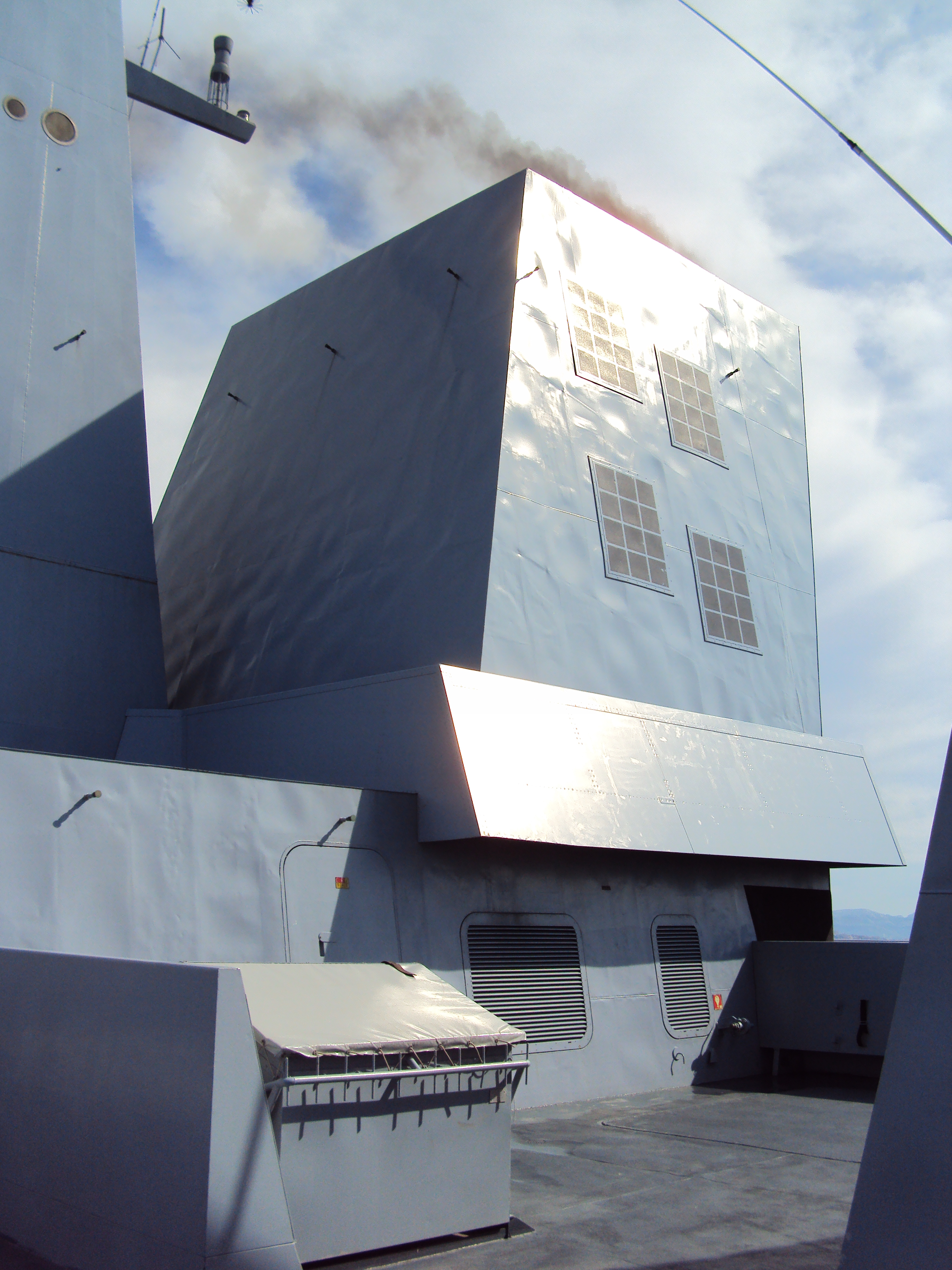
Les deux cheminées de la frégate Forbin sont munies d'un système de refroidissement des gaz pour réduire la signature infrarouge du navire.

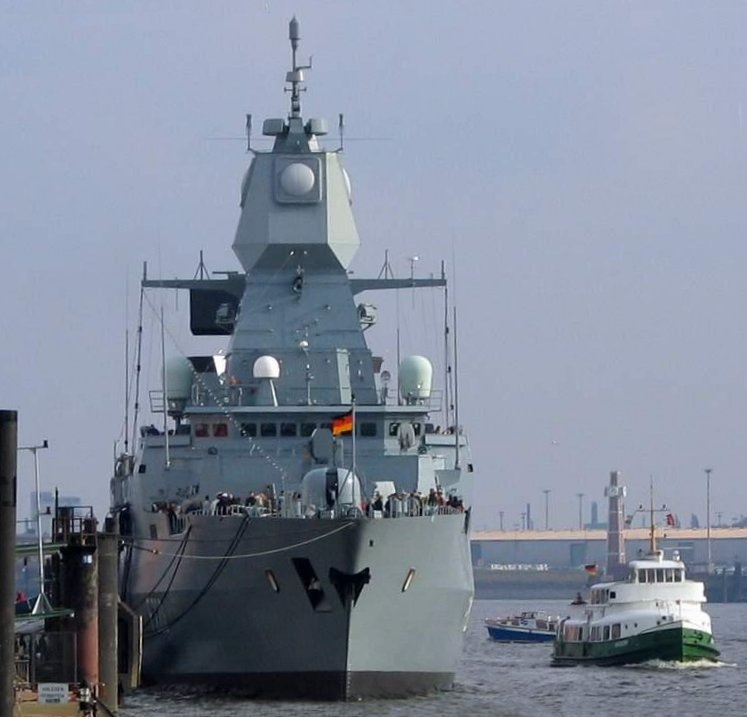
Vue frontale du Hamburg, une frégate de la classe Sachsen de la marine allemande.

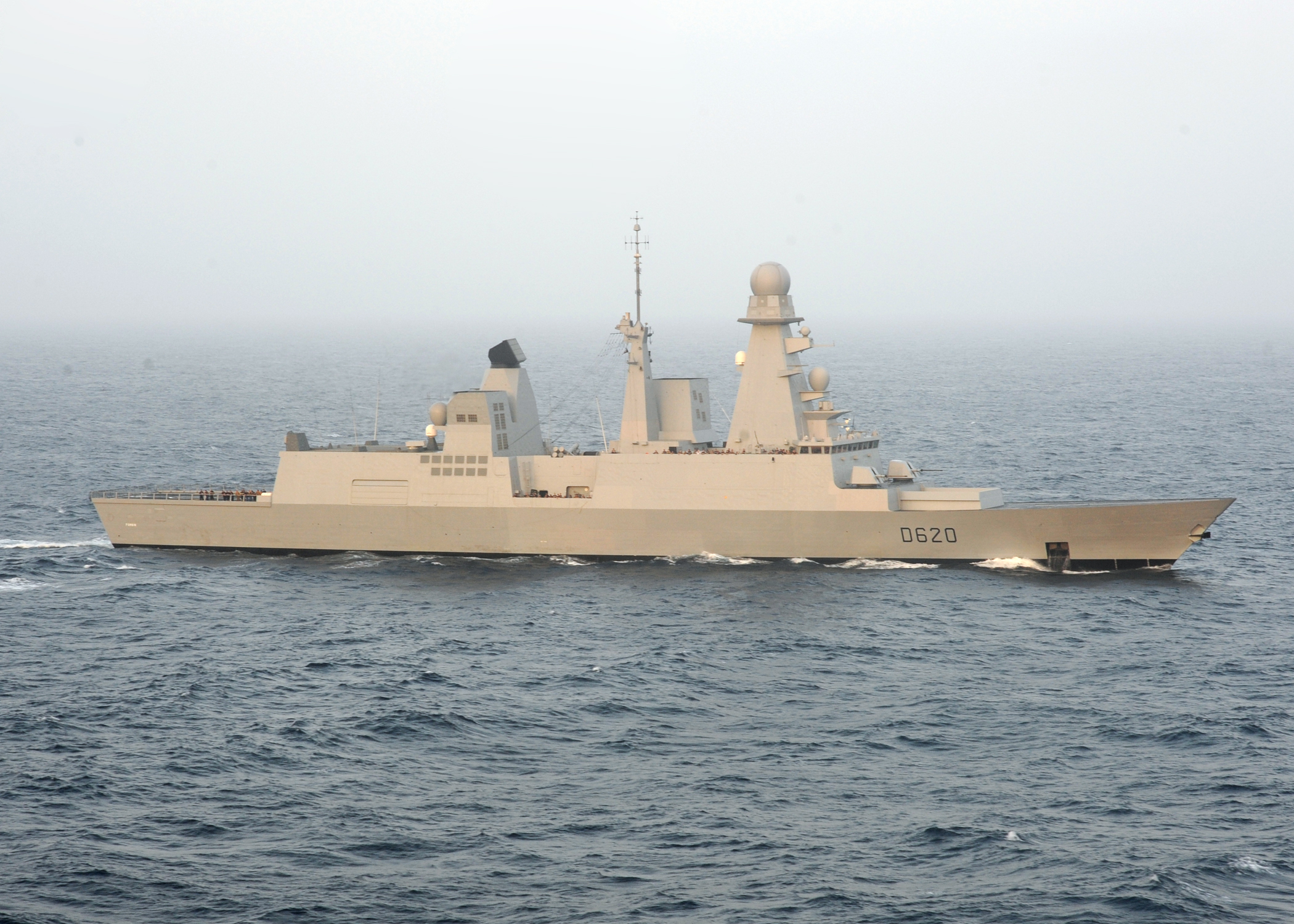
Frégate de la Classe Horizon des marines françaises et italiennes.

Un navire furtif intègre des paramètres de furtivité dans sa conception. Seul le radar de contre-furtivité permet de contrer cette technique.

## Dans le monde

### En Espagne
En Espagne, la Classe Álvaro de Bazán fut la première classe de navire furtif espagnol, mis en service en 2002, elle sera suivie par la classe F-110.

### États-Unis
Aux États-Unis, la Classe Arleigh Burke fut la première classe de navire furtif, mis en service en 1992.

### En France
En France, la classe de frégate La Fayette fut la première classe de navire furtif français, mis en service en 1996.

## Galerie de photographies

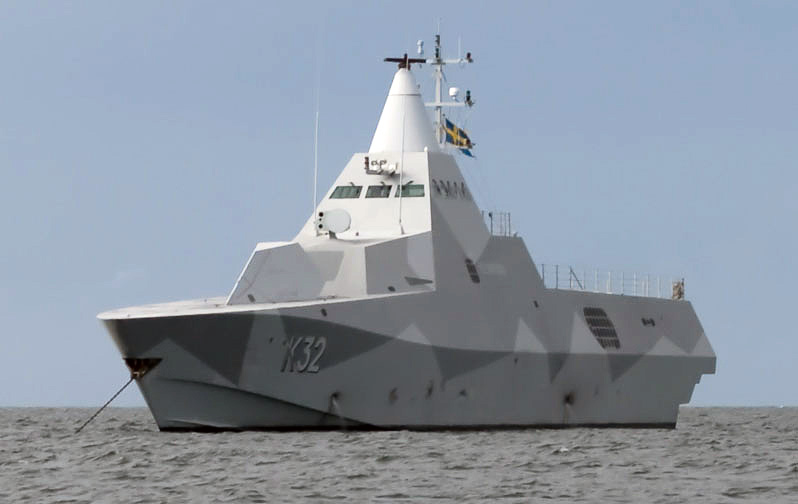
HMS Helsingborg, de la marine suédoise de la classe Visby.
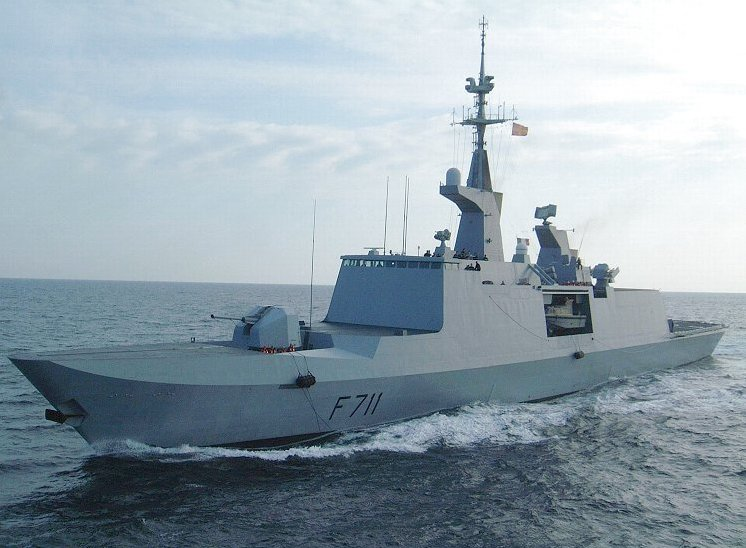
Frégate française Surcouf de la classe La Fayette.
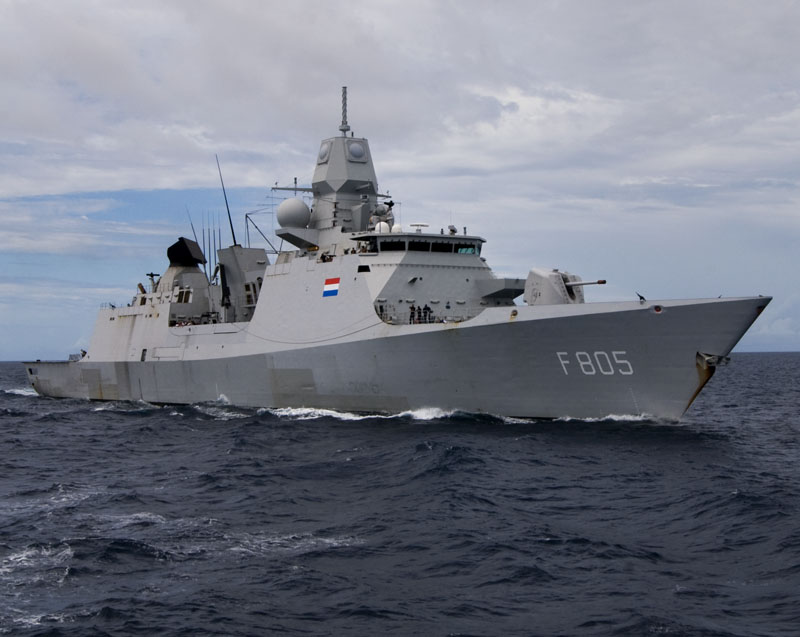
Destroyer hollandais HNLMS Evertsen de la classe De Zeven Provinciën.
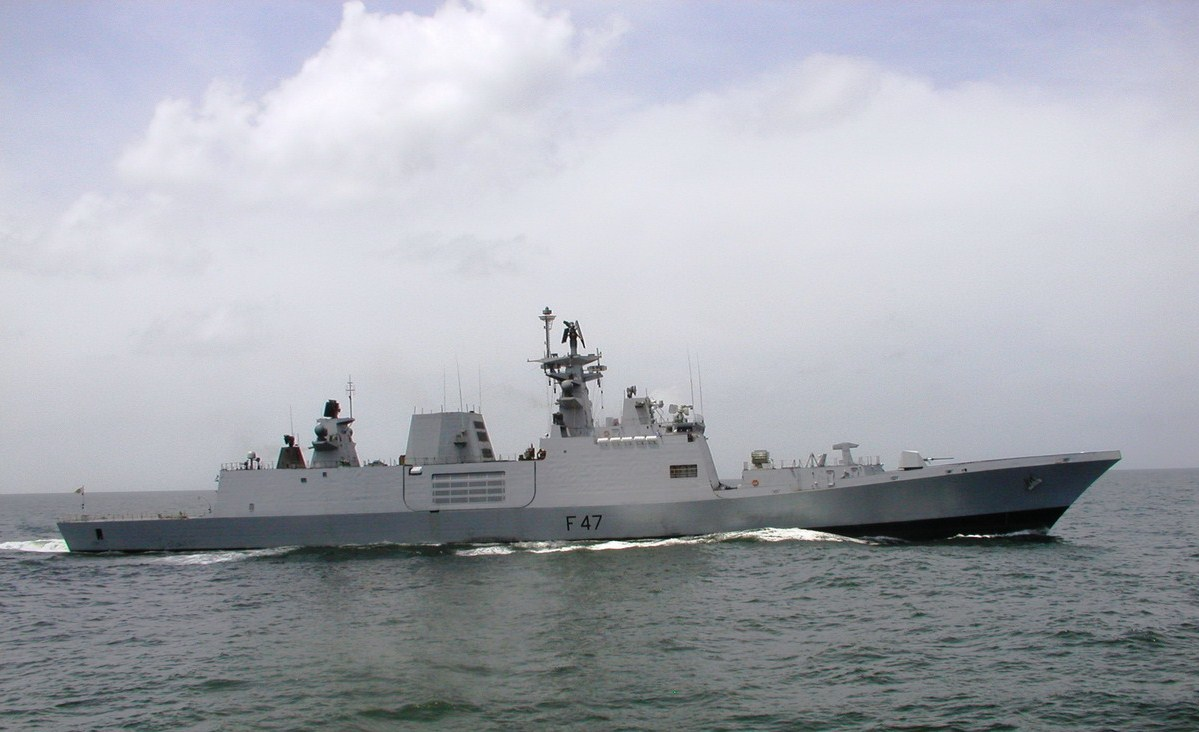
Frégate indienne furtive INS Shivalik de la classe Shivalik.
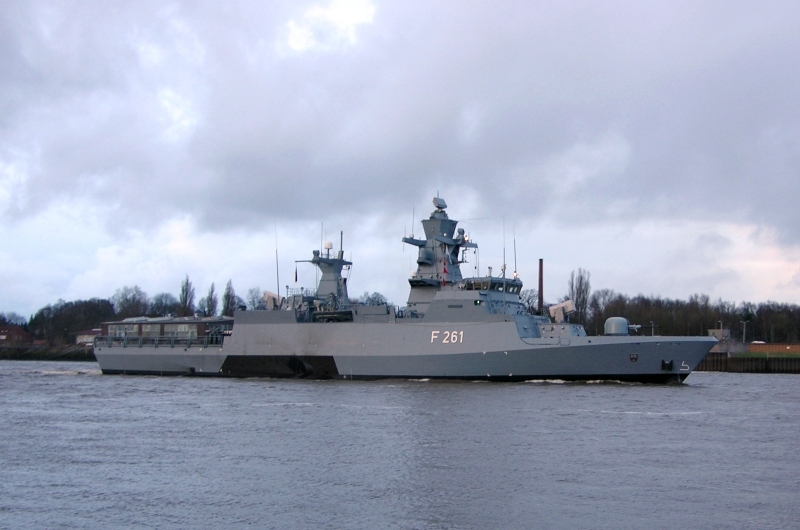
Corvette de la classe Braunschweig.
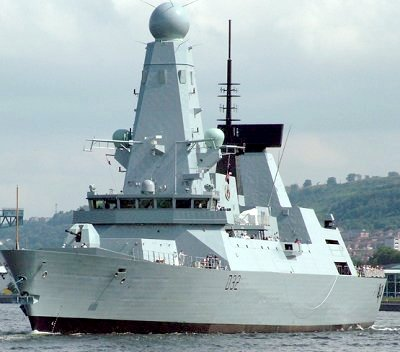
Le HMS Daring, destroyer de la Royal Navy.